# Nacaduba albescens
Nacaduba albescens är en fjärilsart som beskrevs av Tite 1963. Nacaduba albescens ingår i släktet Nacaduba och familjen juvelvingar. Inga underarter finns listade i Catalogue of Life.